# モーガン・ロードスター
モーガン・ロードスター（Morgan Roadster）は、イギリスのモーガンが2005年から販売しているスポーツカーである。

## 概要
脱着可能な幌を備えており、オプション装備でエアコンが装着可能だった。2020年にはすでに生産終了している。

### 仕様
ボディーサイズ：全長 4010mm×全幅 1680mm×全高 1220mm
ホイールベース：2490mm
車重：990kg（乾燥重量）
駆動方式：FR
エンジン：V6 DOHC 24バルブ　排気量3.0リッター（2960cc）
　・Ford ST220エンジン
　・点火順序　1,4,2,5,3,6
加速：5.0秒　0－62マイル（99ｋｍ）
最高速：215ｋｍ
トランスミッション：5段MT
　・ジャガー用5速マニュアル・ギアボックス　
　・ギヤボックスカバー、シャフトカバー、リンケージは、ロードスターのためにモーガン社オリジナルで作られました。
　・ギアボックス全体のギア比
　　１速　： 　4.23 13.03 
　　２速　： 　2.52 7.76 
　　３速　：　 1.67 5.14 
　　４速　：　 1.22 3.757 
　　５速　：　 1 3.08 
　　リバース： 3.51 13.09
最高出力： 236ps /6500rpm 
最大トルク：278Nm/4750rpm。
タイヤ：（前）205/55R16 91V／（後）205/55R16 91V
燃料：無鉛ハイオク　55L　
燃料タンク：アルミニューム製
燃費：1L / 10 ～ 11km
オイル容量
　・エンジンオイル：フィルター交換時5.6リットル
　・ギアボックス：永久充填1.9リットル
　・リアアクスル：1.0リットル（LSD専用）

### 日本での販売
2006年に、日本市場で発表された。グレードは「２シーター」と「４シーター」。
本国での生産が終了した2020年の新車価格は、1,012万円であった。

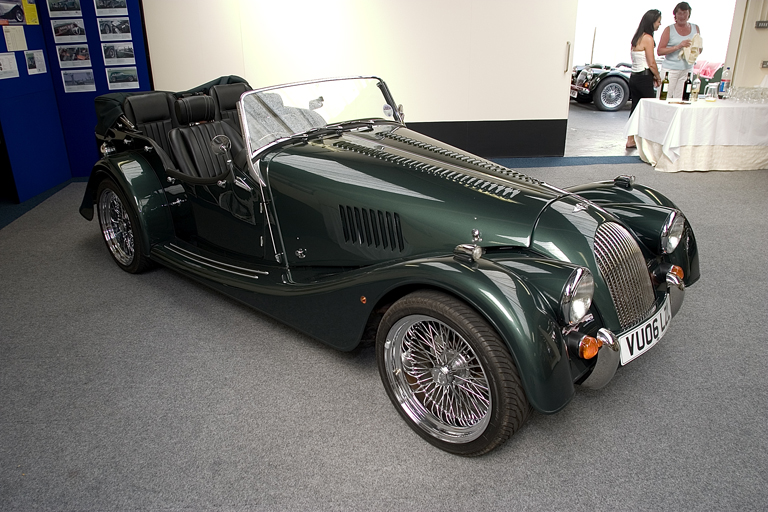
4 Seater Roadster
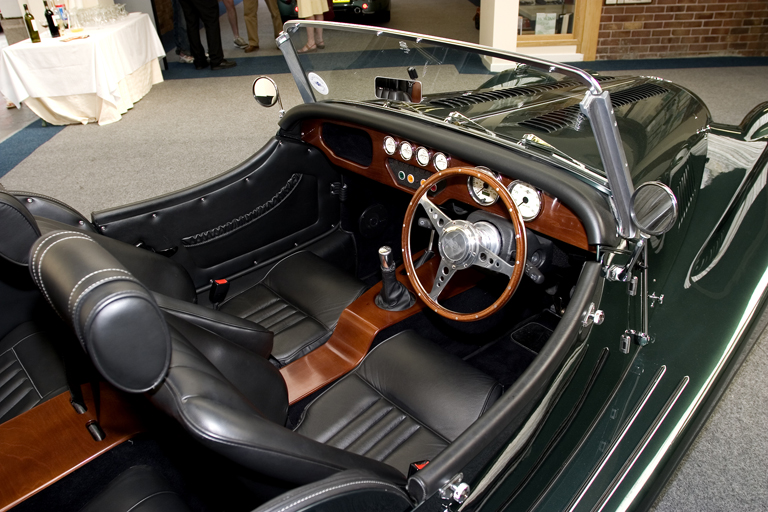
コックピット
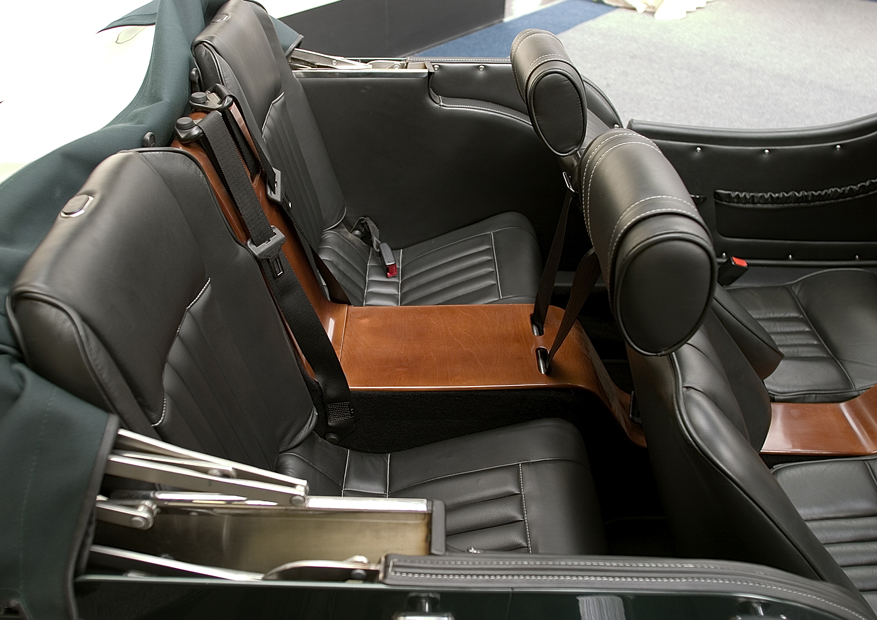
後部座席